# Comunanza
Comunanza es una localidad y comune italiana de la provincia de Ascoli Piceno, región de las Marcas, con 3213 habitantes.

## Evolución demográfica
| Gráfica de evolución demográfica de Comunanza entre 1861 y 2001 |
|                                                                 |
| Fuente ISTAT - elaboración gráfica de Wikipedia                 |